# Укун Рукенди
Укун Рукаенди (Гарут, 15. јануар 1970) је индонежански парабадминтониста. Играо је у мушком синглу у категорији SL3 на Љетњим параолимпијским играма 2020. године.

## Награде и номинације
| Награда                       | Година | Категорија                                                                               | Резултат |
| ----------------------------- | ------ | ---------------------------------------------------------------------------------------- | -------- |
| Индонежанске спортске награде | 2018.  | Најомиљенији мушки параспортиста (са пласманом мушког тима на Азијским параиграма 2018.) | Освојено |

## Спортска постигнућа

### Свјетски шампионати
Мушкарци пјединачно SL3
| Година | Мјесто одржавања такмичења                    | Противници   | Бодови              | Резултат | Референце |
| ------ | --------------------------------------------- | ------------ | ------------------- | -------- | --------- |
| 2017.  | Спортска дворана Донгчун, Улсан, Јужна Кореја | Маној Саркар | 15–21, 21–19, 21–16 | Злато    |           |
| 2019.  | St. Jakobshalle, Basel, Switzerland           | Даниел Бетел | 5–21, 8–21          | Бронза   |           |

Мушки парови SL3–SL4
| Година | Мјесто одржавања такмичења                       | Партнер        | Противници                | Бодови              | Резултат | Референце |
| ------ | ------------------------------------------------ | -------------- | ------------------------- | ------------------- | -------- | --------- |
| 2017.  | Спортска дворана Донгчун, Улсан, Јужна Кореја    | Хари Сусанто   | Чен Сјаоју Јанг Ђенјуен   | 21–10, 21–12        | Злато    |           |
| 2019.  | Сант Јакобсхале, Базел, Швајцарска               | Хари Сусанто   | Кумар Нитеш Тарун Дилон   | 21–23, 9–21         | Бронза   |           |
| 2022.  | Национална спортска дворана Јојоги, Токио, Јапан | Хикмат Рамдани | Прамод Багат Маној Саркар | 14–21, 21–18, 21–13 | Злато    |           |

### Азијске параигре
Мушкарци појединачно SL3
| Година | Мјесто одржавања такмичења                       | Противници   | Бодови       | Резултат | Референце |
| ------ | ------------------------------------------------ | ------------ | ------------ | -------- | --------- |
| 2014.  | Спортска дворана Гјејанг, Инчеон, Јужна Кореја   | Маној Саркар | 21–14, 21–15 | Gold     | [ 3 ]     |
| 2018.  | Спортски стадион Бунг Карно, Џакарта, Индонезија | Прамод Багат | 18–21, 20–22 | Сребро   |           |

Мушки парови SL3–SL4
| Година | Мјесто одржавања такмичења                     | Партнер      | Противници             | Бодови       | Резултат |
| ------ | ---------------------------------------------- | ------------ | ---------------------- | ------------ | -------- |
| 2014.  | Спортска дворана Гјејанг, Инчеон, Јужна Кореја | Хари Сусанто | Двијокo Фреди Сетиаван | 21–15, 21–13 | Злато    |

### Азијски шампионати
Мушки парови SL3
| Година | Мјесто одржавања такмичења                                              | Партнер      | Противник                              | Бодови       | Резултат |
| ------ | ----------------------------------------------------------------------- | ------------ | -------------------------------------- | ------------ | -------- |
| 2016   | Кинеска администрација за спорт за особе са инвалидитетом, Пекинг, Кина | Хари Сусанто | Мухамед Хузаири Абдул Малек Бакри Омар | 21–14, 21–16 | Злато    |

### АСЕАН параигре
Мушкарци појединачно SL3
| Година | Мјесто одржавања такмичења                                           | Противници                  | Бодови             | Резултат |
| ------ | -------------------------------------------------------------------- | --------------------------- | ------------------ | -------- |
| 2011.  | Sritex Arena Sports Center, Суракарта, Индонезија                    | Phạm Hoàng Thắng            | 21–9, 21–11        | Злато    |
| 2015.  | Singapore Sports Hub, Сингапур                                       | Phạm Đức Trung              | 21–11, 21–15       | Злато    |
| 2017.  | Аксиата Арена, Куала Лумпур, Малезија                                | Мухамад Хузаири Абдул Малек | 21–15, 7–21, 21–11 | Злато    |
| 2022.  | Едуториј, Мухамадијин универзитет у Суракарти, Суракарта, Индонезија | Maman Nurjaman              | 21–19, 21–10       | Злато    |

Мушкарци појединачно SL3–SL4
| Година | Место одржавања такмичења                                            | Партнер      | Противници                              | Бодови              | Резултат |
| ------ | -------------------------------------------------------------------- | ------------ | --------------------------------------- | ------------------- | -------- |
| 2011   | Sritex Arena Sports Center, Суракарта, Индонезија                    | Исвијанто    | Сав Бо Бо Охн Thein Htike Zaw           | 21–7, 21–3          | Злато    |
| 2011   | Sritex Arena Sports Center, Суракарта, Индонезија                    | Исвијанто    | Јасми Тегол Мухамад Хузаири Абдул Малек | 21–7, 21–16         | Злато    |
| 2011   | Sritex Arena Sports Center, Суракарта, Индонезија                    | Исвијанто    | Меепиан Субпонг Бунјоб Вонгкумкер       | 21–8, 21–11         | Злато    |
| 2011   | Sritex Arena Sports Center, Суракарта, Индонезија                    | Исвијанто    | Trịnh Anh Tuấn Phạm Hoàng Thắng         | 21–13, 21–19        | Злато    |
| 2015.  | Singapore Sports Hub, Сингапур                                       | Хари Сусанто | Двијокo Фреди Сетиаван                  | 21–7, 12–21, 21–17  | Злато    |
| 2017.  | Аксиата Арена, Куала Лумпур, Малезија                                | Хари Сусанто | Двијокo Фреди Сетиаван                  | 21–15, 21–16        | Злато    |
| 2022.  | Едуториј, Мухамадијин универзитет у Суракарти, Суракарта, Индонезија | Хари Сусанто | Двијокo Фреди Сетиаван                  | 14–21, 21–15, 10–21 | Сребро   |

### Свјетско коло за парабадминтон (1 титула, 2 другопласирани)
Турнири Свјетског круга за парабадминтон – Оцјена 2, Ниво 1, 2 и 3  1, 2 и 3 санкционисани су од стране Светске бадминтонске федерације од 2022. године.
Мушкарци појединачно SL3
| Година | Турнир                               | Противник | Бодови       | Резултат     | Референце |       |
| ------ | ------------------------------------ | --------- | ------------ | ------------ | --------- | ----- |
| 2022.  | Индонезиа Парабадминтон Интернашонал | Ниво 3    | Јагадеш Дили | 21–15, 21–14 | Побједник | [ 5 ] |

Мушки парови SL3–SL4
| Година | Турнир                               | Партнер | Противници     | Бодови                 | Резултат     | Референце      |       |
| ------ | ------------------------------------ | ------- | -------------- | ---------------------- | ------------ | -------------- | ----- |
| 2022.  | Дубаи Парабадминтон Интернашонал     | Ниво 2  | Хикмат Рамдани | Двијоко Фреди Сетиаван | 18–21, 16–21 | Другопласирани | [ 6 ] |
| 2022.  | Индонезиа Парабадминтон Интернашонал | Ниво 3  | Хари Сусанто   | Двијоко Фреди Сетиаван | 17–21, 13–21 | Другопласирани | [ 7 ] |

### Међународни турнири (2011–2021) (7 титула, 5 другопласирани)
Мушкарци појединачно SL3
| Година | Турнир                                | Противник        | Бодови       | Резултат       | Референце |
| ------ | ------------------------------------- | ---------------- | ------------ | -------------- | --------- |
| 2014.  | Индонезиа Парабадминтон Интернашонал  | Маној Саркар     | 21–9, 21–12  | Побједник      | [ 8 ]     |
| 2015.  | Индонезиа Парабадминтон Интернашонал  | Даисуке Фуђихара | 21–12, 21–14 | Побједник      |           |
| 2016.  | Индонезиа Парабадминтон Интернашоналl | Прамод Багат     | 15–21, 13–21 | Другопласирани |           |
| 2018.  | Ајриш Парабадминтон Интернашонал      | Двијоко          | 21–9, 21–12  | Побједник      | [ 9 ]     |
| 2018.  | Аустралиан Парабадминтон Интернашонал | Прамод Багат     | 16–21, 18–21 | Другопласирани |           |
| 2019.  | Канада Парабадминтон Интернашонал     | Даниел Бетел     | 14–21, 13–21 | Другопласирани |           |

MиМушки паров SL3–SL4
| Година | Турнир                               | Противник        | Бодови                        | Резултат            |                |
| ------ | ------------------------------------ | ---------------- | ----------------------------- | ------------------- | -------------- |
| 2014.  | Индонезиа Парабадминтон Интернашонал | Хари Сусанто     | Двијоко Фреди Сетиаван        | 21–11, 21–11        | Побједник      |
| 2015.  | Индонезиа Парабадминтон Интернашонал | Даисуке Фуђихара | Двијоко Фреди Сетиаван        | 14–21, 17–21        | Другопласирани |
| 2016.  | Индонезиа Парабадминтон Интернашонал | Хари Сусанто     | Maман Нурјаман Фреди Сетиаван | 21–11, 21–17        | Побједник      |
| 2018.  | Дубаи Парабадминтон Интернашонал     | Хари Сусанто     | Кумар Нитеш Фреди Сетиаван    | 21–17, 21–15        | Побједник      |
| 2018.  | Ајриш Парабадминтон Интернашонал     | Хари Сусанто     | Maман Нурјаман Хикмат Рамдани | 21–14, 21–16        | Побједник      |
| 2018.  | Тајланд Парабадминтон Интернашонал   | Хари Сусанто     | Двијокo Фреди Сетиаван        | 19–21, 23–21, 17–21 | Другопласирани |